# غاشابون
غاشابون (ガシャポン) ويسمى أيضا غاتشابون (ガチャポン) هي لعبة كبسولة تُوزّع عبر آلات البيع من إنتاج وبيع بانداي. ظهرت في ستينيات القرن الماضي، وتحظى بشعبية واسعة في اليابان.

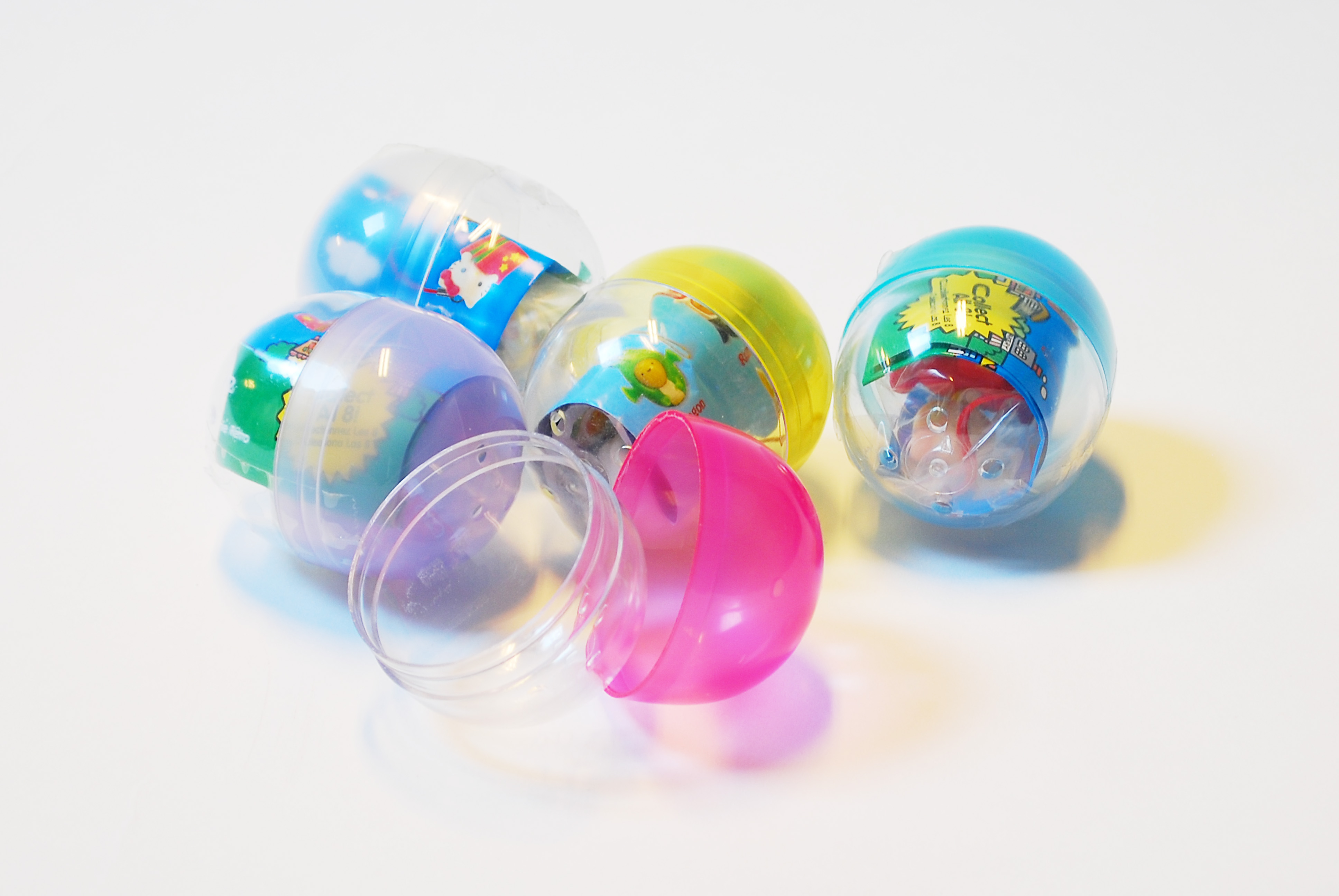
كبسولات

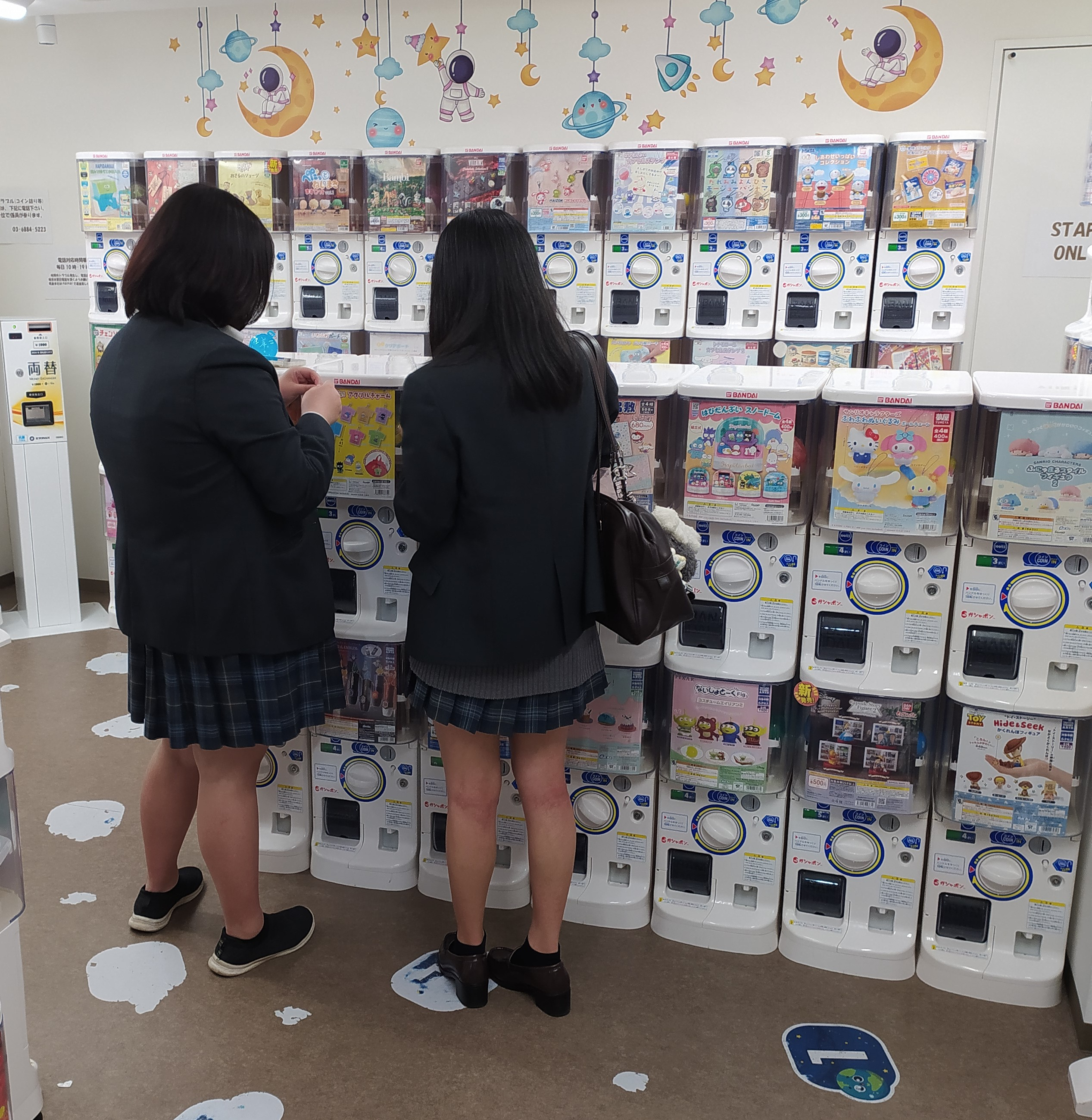
تلميذات يابانيات في غاشابون

كلمة Gashapon وهي علامة تجارية لشركة بانداي وهي كلمة مشتقة من صوتين gasha (أو gacha) للإشارة إلى حركة اليد التي تدير آلة بيع الألعاب وpon لكبسولة اللعبة التي تهبط في صينية التجميع. غاشابون تستخدم لكل من الآلات نفسها والألعاب التي تحصل عليها منها.
من أشهر مصنعي ألعاب الكبسولات: تومي (التي تستخدم العلامة التجارية غاتشا (ガチャ جاتشا) لآلات الكبسولات الخاصة بها) وكايودو. في العديد من الدول والمناطق بما في ذلك اليابان والصين والولايات المتحدة والاتحاد الأوروبي ( علامة تجارية للاتحاد الأوروبي ) والمملكة المتحدة غاشابون هي علامة تجارية مسجلة لشركة بانداي. كُيِّف نموذج لعبة الكبسولة رقميًا في العديد من ألعاب الفيديو غاتشا مثل ألعاب الهاتف المحمول وألعاب الإنترنت متعددة اللاعبين (أم أم أوه أس).

## الوصف
غاشابون تبيع الآلات عادةً الألعاب بأسعار تتراوح بين 100 و500 ين الياباني.(0.69-3.45 دولار أمريكي). غالبًا ما تُصنع هذه الألعاب من بلاستيك PVC عالي الجودة وتتميز بقوالب دقيقة وتفاصيل مطلية بدقة. صُممت هذه الألعاب بجودة عالية وحجم صغير وتكلفة تصنيع منخفضة، والعديد منها لا يُحقق ربحًا لمنتجيها. تُعتبر بعض ألعاب غاشابون مقتنيات لهواة الجمع.

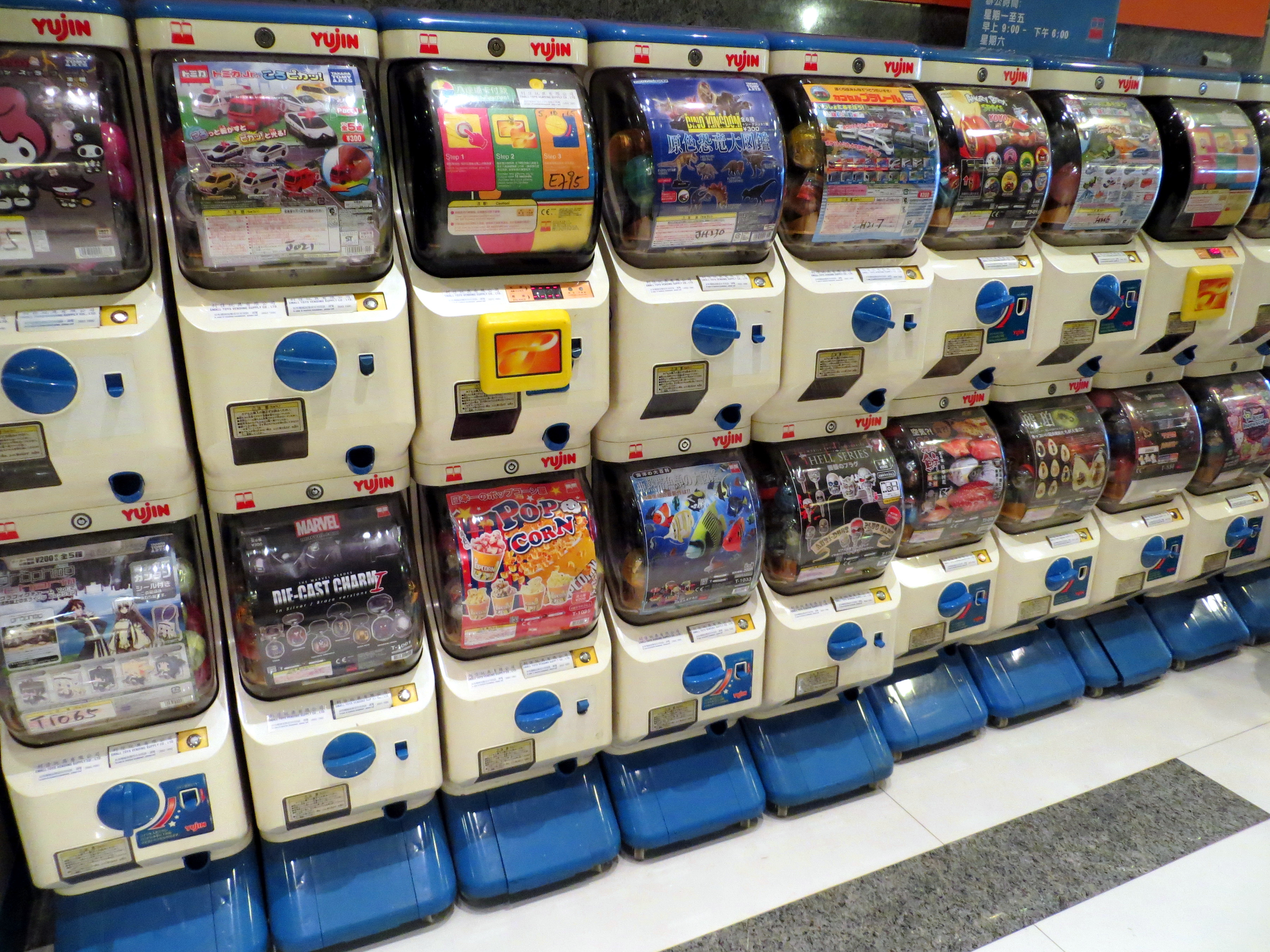
آلات ألعاب الكبسولة في هونغ كونغ

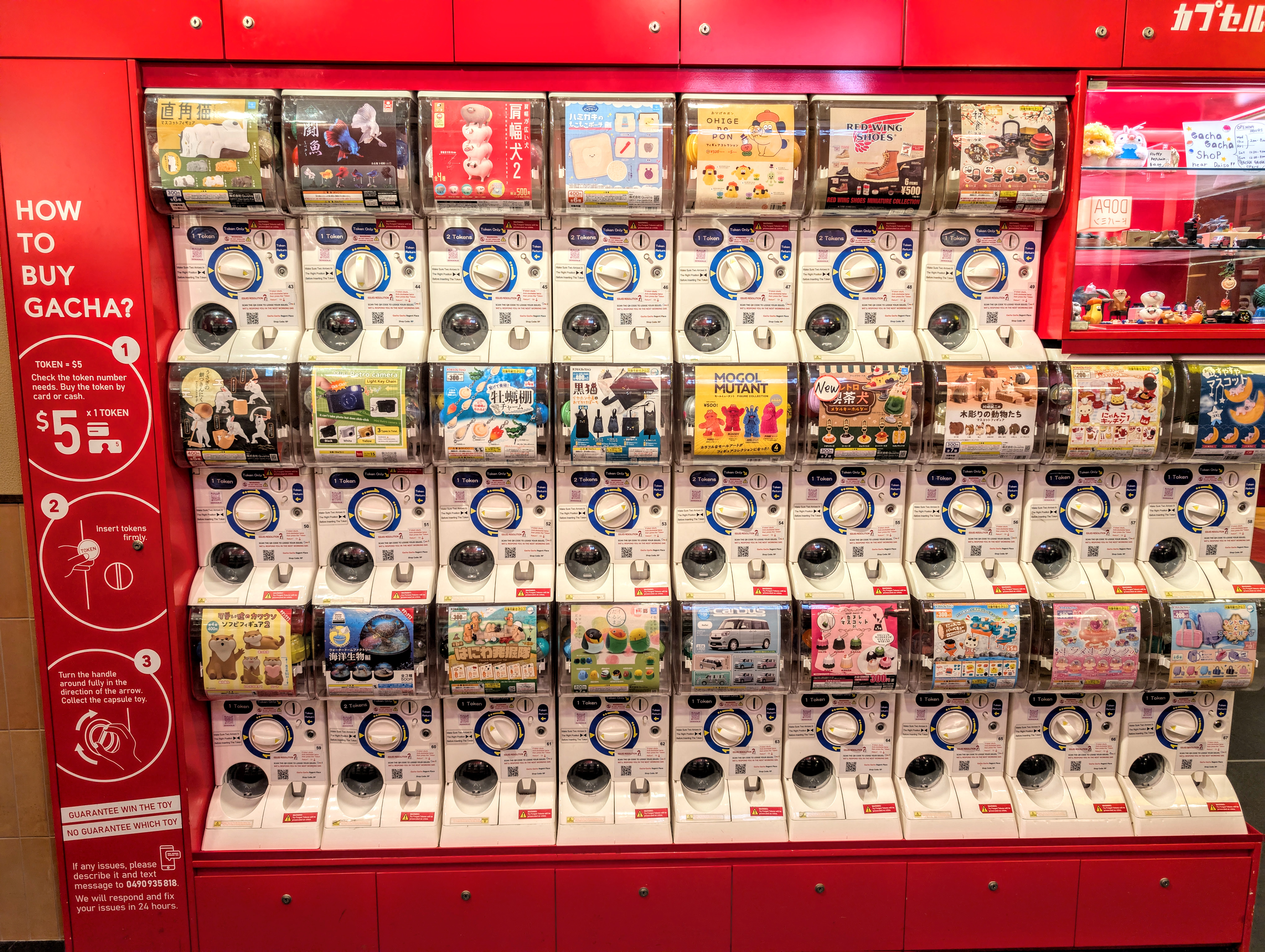
في ريجنت بليس سيدني بأستراليا مركز تسوق ياباني في منطقة الأعمال المركزية

غالبًا ما تُستَخدَم ألعاب غاشابون من شخصيات شهيرة في المانغا اليابانية أو ألعاب الفيديو أو الأنمي أو من صناعة الترفيه الأمريكية. وقد لاقت هذه الألعاب عالية التفاصيل رواجًا واسعًا بين جميع الأجيال في اليابان وينتشر هذا التوجه في أنحاء أخرى من العالم وخاصة بين هواة الجمع البالغين. وليس من غير المألوف أن تتضمن المجموعات المُسوَّقة خصيصًا للبالغين تماثيل نسائية جريئة.
جميع غاشابون تقريبًا تُصدر هذه الألعاب في مجموعات وتحتوي كل سلسلة على عدد من الشخصيات لجمعها. وهي بطبيعتها عملية شراء عشوائية، إذ يضع الناس العملات المعدنية على أمل الحصول على لعبة أو شخصية يرغبون بها. وقد يصبح هذا العنصر الترفيهي محبطًا إذ يُخاطر المرء بالحصول على نفس القطعة مرارًا وتكرارًا.
سوف يشتري هواة الجمع المتحمسون مجموعات من متاجر غاشابون في أماكن مثل أكيهابارا بطوكيو أو نيبونباشي (مدينة دين دين) بأوساكا. عادةً ما تكون المجموعات أرخص من شرائها عشوائيًا من ماكينة وذلك حسب المتجر.
بانداي تبيع غاشابون الألعاب منذ عام 1977 على الأقل. اعتبارًا من مارس 2021 باعت شركة بانداي نامكو 3.711 مليار غاشابون الألعاب التي يتراوح سعرها بين 100 و500 ين لكل لعبة تولد ما بين ¥371–1٬860 مليار تقريبًا من إيرادات المبيعات المقدرة، منذ عام 1977. 
تتوفر شخصيات وعناصر غاشابون خارج اليابان بما في ذلك نتيجة لإعادة التعبئة المرخصة رسميًا في شكل أكياس عمياء تباع في متاجر مثل سلاسل البيع بالتجزئة الأمريكية فايف بلو وتارجت. توجد أيضًا متاجر غاشابون مخصصة بما في ذلك متاجر بانداي جاشابون المرخصة رسميًا مثل المتجر الموجود في مركز أميركن دريم التجاري في نيوجيرسي وآلات غاشابون فردية في متاجر ومراكز تسوق مختلفة.

## الأنواع

### الصناديق العمياء
يمكن أن تشير ألعاب الكبسولة الآن أيضًا إلى شخصيات التداول في الصناديق العمياء والتي هي في الأساس نفس المنتج الذي يُباع عشوائيًا من عبوات كرتون مغلقة بدلاً من آلة. العلامة التجارية الصينية للألعاب بوب مارت التي تصنع ألعابًا مصممة في صناديق عمياء تحظى بشعبية كبيرة بين المراهقين والشباب. كيدروبوت هي شركة أخرى مشهورة بصناديقها العمياء وخاصة سلسلة دوني بالإضافة إلى التعاون مع العديد من الامتيازات الشهيرة. تستخدم دريمز المحدودة. الصناديق العمياء لتماثيل سوني الملاك وسميسكي.
الحقائب العمياء مفهوم مشابه ولكن بحقيبة تُستعمل لمرة واحدة بدلًا من صندوق كرتوني. وهذه إحدى طرق وصول مجسمات غاشابون إلى الولايات المتحدة حيث تُصدر شركات مثل بانداي مجسماتها كحقائب عمياء للجمهور الأمريكي. كما استخدمت ليغو حقائب عمياء في سلسلة مجسماتها الصغيرة القابلة للتحصيل قبل أن تلجأ إلى الصناديق العمياء بسبب المخاوف البيئية.
يعتمد هذا على فوكوبوكورو وهي حقيبة مليئة بالعناصر العشوائية بسعر محدد والتي نشأت في اليابان في الثمانينيات.

### أشكال أغطية الزجاجات
من أنواع ألعاب الكبسولات أيضًا شخصيات أغطية الزجاجات. تُركّب هذه الشخصيات الصغيرة فوق أغطية الزجاجات البلاستيكية كما هو الحال في زجاجات الصودا. وتُباع في كبسولات آلية وصناديق مخفية. هذه الأغطية غير عملية لعدم وجود خيوط لولبية لتثبيتها على فوهة الزجاجة.

## ألعاب الفيديو

### آليةغاتشافي ألعابغاتشا
الألعاب - غالبًا ما تكون مجانية جزئيًا - تعتمد إلى حد كبير على لعبة غاتشا آلية تحقيق الدخل يشار إليها باسم ألعاب جاشا. آلية جاشا أو غاشا هي في الأساس نموذج تحقيق الدخل حيث يدفع المستخدم بعملة داخل اللعبة للدخول في سحب من أجل الحصول على الشخصية أو العنصر الذي يريده. وإذا لم يحصل اللاعب على ما كان يأمل فيه فهناك خيار الدفع بأمواله الخاصة لمزيد من السحوبات وهذه هي الطريقة الرئيسية لتحقيق الدخل من ألعاب جاشا. نشأ نموذج اللعبة غاتشا في أوائل العقد الأول من القرن الحادي والعشرين وحقق نجاحًا كبيرًا بصفة خاصة في اليابان.
لعبة غاشا مجانية. وغالبًا ما يتطلب الحصول على عناصر نادرة أو قيّمة من خلال غاشا خاصة تُشترى بأموال حقيقية. قد تتضمن الألعاب مستويات مختلفة من غاتشا السحب الذي يعطي مجموعات مختلفة من المكافآت. أمثلة على غاتشا تتضمن الألعاب مجموعة التنين أبطال شعار النار غينشين إمبكت وبازل آند دراغونز.
تستخدم العديد من ألعاب الإنترنت الجماعية المجانية (أم أم أو أس) وألعاب الهواتف المحمولة أيضًا آليات غاشا حيث يحصل على عناصر عشوائية بقيم سوقية متفاوتة عبر المعاملات الصغيرة. بالإضافة إلى ذلك تضمنت ألعاب منصات الألعاب المدفوعة غاتشا - تقدم على غرار العناصر العشوائية ولكن بدون عمليات شراء داخل التطبيق مثل وورك تايم فان.
الثقافة الفرعية الموجهة نحو الأنمي المحيطة بإنتاج gacha وقد أدت الألعاب أيضًا إلى ولادة مصطلح غاتشا بوب وهو يشير إلى أغاني جيه-بوب في أنواع مختلفة من أغاني البوب يوسوبي إلى موسيقي الروك كنشي يونيزو المرتبطة بموسيقى الأنمي أو الجماليات التي يبحث عنها الجمهور العالمي.

### تأثير آليةالغاتشاعلى اللاعبين
خضعت آلية غاتشا للتدقيق لتشابهها مع المقامرة. وكما هو الحال في المقامرة تتلاعب غاتشا بالحالة العاطفية للاعب وتحديدًا شعوره بالحظ والرضا وانعدام الأمن بالإضافة إلى استقراره المالي وإفراز الدوبامين مما يؤدي في النهاية إلى إدمانه على الألعاب وتشجيعه على الاستمرار في اللعب. كما أشار الاستخدام الإشكالي لغاتشا إلى ارتفاع مستويات مغالطة المقامر. إذ أن مغالطة المقامر هي اعتقاد خاطئ مرتبط بالحظ بأن حدثًا معينًا أقل أو أكثر احتمالية للحدوث بناءً على سلسلة من الأحداث السابقة.
يُعدّ الفوز بعناصر افتراضية عالية التصنيف في لعبة غاتشا أمرًا نادرًا للغاية وغير متوقع. ونتيجةً لذلك قد يُؤدي هذا في النهاية إلى الوقوع في فخ المقامرة لدى اللاعبين. وللتقليل من العلاقة بين المقامرة واستخدام غاتشا أصدرت جمعية موردي الترفيه الحاسوبي (سي إي أس إيه) عام 2016 قانونًا يُلزم الشركات بالإفصاح عن احتمالية سحب العناصر في ألعاب غاتشا المدفوعة حتى يتمكن المستهلكون من فهم فرص فوزهم.
إلى جانب المقامرة ترتبط ألعاب الجاشا أيضًا بوجه شائع بظاهرة اجتماعية تسمى العلاقات شبه الاجتماعية. تشير العلاقات شبه الاجتماعية إلى شعور بالارتباط يتطور بين المتلقين وشخصيات الوسائط. فيما يتعلق بألعاب الجاشا يطور لاعبو الجاشا علاقة شبه اجتماعية مع شخصيات اللعبة والتي يحصل عليها اللاعبون عن طريق آلية الجاشا. وتتطور هذه العلاقة شبه الاجتماعية في المقام الأول بناءً على العنصر السردي الغني والجمالي للشخصية. أظهرت دراسة رينتيا وكاراسيفا كيف ينجذب اللاعبون في البداية إلى ألعاب الجاشا بسبب جماليات الألعاب مع أنه مع التقدم ينمو اللاعبون ليقدروا بدرجة كبيرة عناصر السرد المرتبطة بشخصيات الجاشا.
عندما تقدم شخصية جديدة لأول مرة في اللعبة ستصدر العديد من ألعاب غاتشا مهمة تتبع أحداث حياة الشخصية بما في ذلك حياة الشخصية ونواياها وتطلعاتها مما يتيح للاعبين الفرصة للتعرف على الشخصيات. في غينشين إمبكت على سبيل المثال عندما يسحب اللاعبون شخصية فإنهم يتلقون المزيد من المعلومات والقصة الخلفية حول تلك الشخصية المحددة. ويمكن للاعبين أيضًا قراءة معلومات حول ما تفكر فيه الشخصيات حول الشخصيات الأخرى وعلاقاتهم. في هذه المرحلة يطور بعض اللاعبين ارتباطًا عاطفيًا قويًا ونتيجة لذلك ينخرطون في علاقة اجتماعية مع شخصية داخل اللعبة. وبالنسبة للعديد من اللاعبين يخلق التصميم الساحر على طراز الأنمي لشخصيات الغاتشا جاذبية قوية والتي تتطور بمرور الوقت إلى ارتباط عاطفي قوي ثم علاقة اجتماعية مع الشخصية.
نتيجة للعلاقات شبه الاجتماعية مع الشخصيات في اللعبة فإن لاعبي الجاتشا سيجسدون احتمالية رسم الشخصيات. كما اكتشفت دراسة ماكنزي ولاكس كيف أن مجتمعات الجاتشا كانت تشير تقليديًا إلى الاستحواذ الناجح على شخصية مرغوبة باسم "عودة الشخصية إلى المنزل". وهذا يعكس كيف أن لاعبي الجاتشا بسبب التعلق العاطفي القوي الذي يشعرون به تجاه الشخصية سيجسدون الشخصية أو يمنحونها حياة بشرية لدرجة أن الشخصية تطور قدرة بشرية على الاعتراف برغبة اللاعب وعلى هذا تعود إلى المنزل حيث تنتمي.

## روابط خارجية
- غاشابون في بانداي (باليابانية)